# Intimação

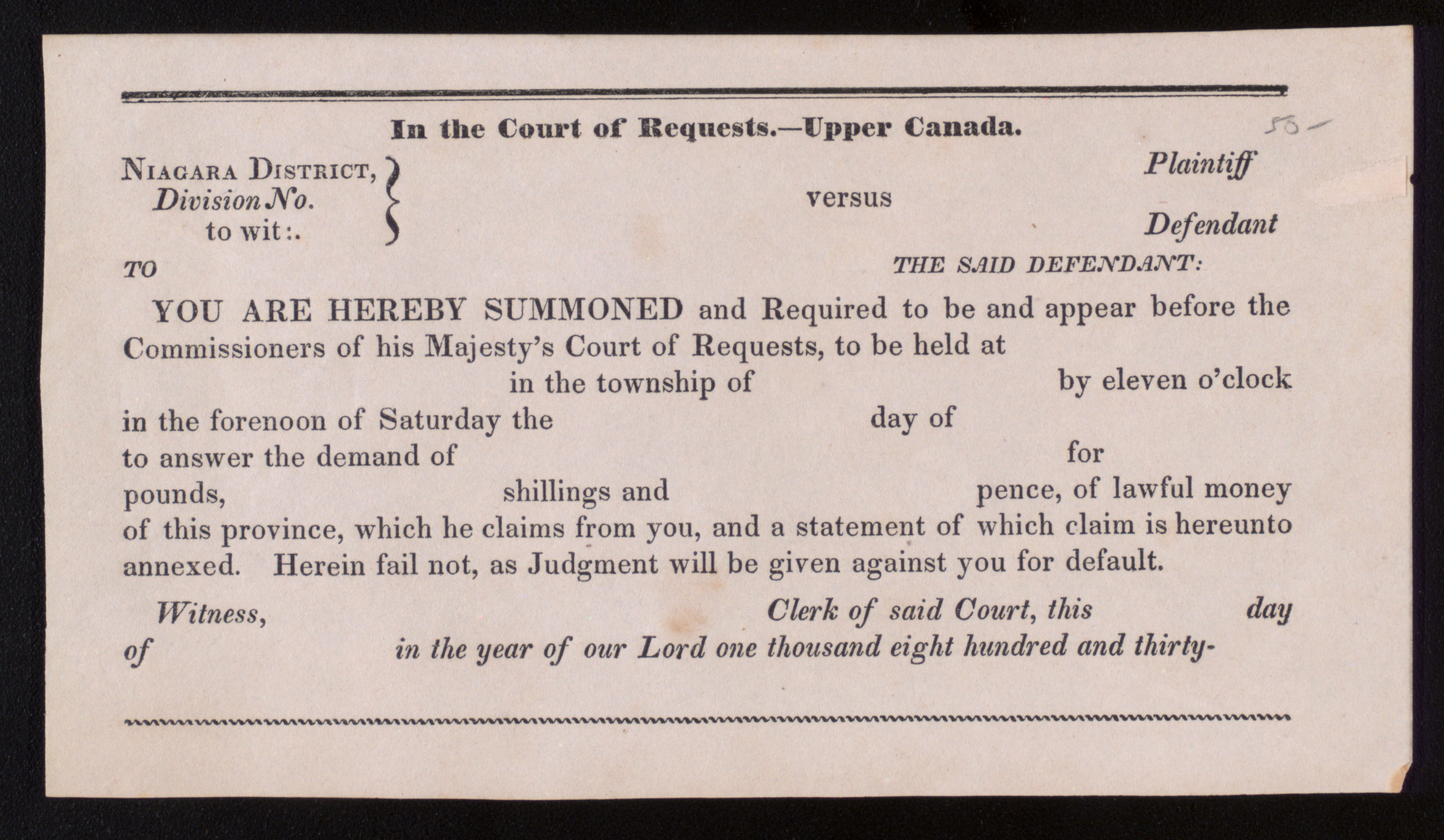
Formúlario do tribunal de Ontário

Intimação (do latim intimatĭo,ōnis: demonstração, exposição; acusação)  é uma comunicação escrita expedida pela autoridade competente para dar ciência a alguém de atos e termos de processo judicial ou administrativo, ordenando-lhe que faça ou deixe de fazer algo em virtude de lei. 
A intimação pode ser:
- administrativa: aviso da administração pública ao particular para que faça ou deixe de fazer alguma coisa, em virtude da lei ou regulamento;
- extrajudicial: feita fora do juizado, por documento particular, ofício ou carta, ou aviso através de publicação em jornais
- fiscal: aviso fiscal ao contribuinte sobre decisão de processo, exigência de pagamento, pedido de informação ou de outra providência qualquer a respeito do fisco
- inicial: citação inicial
- judicial: aquela que dá ciência de um ato judicial, tal como notificação judicial da sentença para efeito de contagem de prazo para interposição dos recursos cabíveis
- por despacho: aquela que é feita por despacho no próprio requerimento do interessado, valendo  como mandado
- por mandado: a que é expedida por ordem do juiz [1]

No caso de  intimação judicial,  o documento é expedido pelo juiz, mediante carta ou mandado, a fim de notificar determinada pessoa dos termos ou atos de um processo, para que essa pessoa  compareça a audiências, responda perante autoridade judiciária, civil etc.  A intimação judicial é geralmente entregue ao interessado por um oficial de justiça. No caso de processo administrativo, a entrega pode ser feita por servidor regularmente designado.
A intimação distingue-se da citação, que é o ato pelo qual o réu ou interessado é chamado a juízo a fim de se defender. É ato de cientificação da existência de um processo movido contra o sujeito passivo ou qualquer interessado. É solene e vincula o réu ao processo, bem como a seus efeitos.Trata-se do ato mais importante de um processo, sem o qual a sentença é considerada nula.